# 응우하인선
응우하인선(베트남어: Ngũ Hành Sơn, 五行山, 오행산)은 베트남 중부의 다낭시의 남부에 있는 응우하인선군에 위치한 5개의 대리석과 석회암 언덕이다. 1990년 베트남 문화체육관광부는 응우하인선을 문화 역사 국가 수준으로 지정했다.

## 개요
이 다섯개의 산들은 오행(五行)을 따라 각각 낌(Kim, 金), 투이(Thuy 水), 목(Mộc 木), 호아(Hoa 火), 토(Tho 土)로 이름지었다.
- 낌선(Kim Sơn 金山) : 산의 모양은 붕타우와 토선  사이에 있는 종 모양의 벨처럼 보인다. 이 산의 뒤쪽에는 신비한 관음이 있는 오래된 관음탑이 있다.
- 목선(Mộc Sơn 木山) : 투이선과 평행하게 위치한다. 비록 나무 산이라고 불리긴 하지만, 나무는 거의 존재하지 않는다.
- 투이선(Thuỷ Sơn 水山) :  대략 15 헥타르 , 약 160 m 높이에 북동 방향에 있는 큰 땅에 위치하고 있다. 3개의 봉우리가 있기 때문에 가장 크고, 가장 많이 방문하는 가장 아름다운 산이다.
- 호아선(Hỏa Sơn 火山) : 호아선은 낌선의 맞은 편 남서쪽에 위치하고 있으며 왼쪽이 반한 거리이다.
- 토선(Thổ Sơn 土山) : 가장 낮은 산이지만, 또한가장 길고, 모래 위에 용이 누워있는 형상이다. 정상에는 2층의 바위 무더기가 있다. 북쪽은 급하게 경사진 절벽이며, 좁고 낮다.

모든 산에는 동굴 입구와 수많은 터널이 있으며, 투이 산의 정상까지 올라갈 수 있다. 산속에는 여러 개의 불교 사원이 있어 이곳을 유명한 관광지로 만들었다.
이 지역은 돌을 잘라 만드는 석공예와 조각으로 유명하다. 산에서 직접 암석을 추출하는 것은 최근에 금지되었다. 재료는 현재 꽝남 성의 채석장에서 운반되고 있다.

## 베트남 전쟁
이 산은 베트남 전쟁에 사용된 미군의 마블 마운틴 공군 시설과 매우 가까이에 있다. 윌리엄 브로일스 쥬니어에 따르면, 활주로와 차이나 비치 내부 바로 코 앞에 오행산에는 베트콩을 치료하는 병원이 있었다고 전한다.

## 갤러리

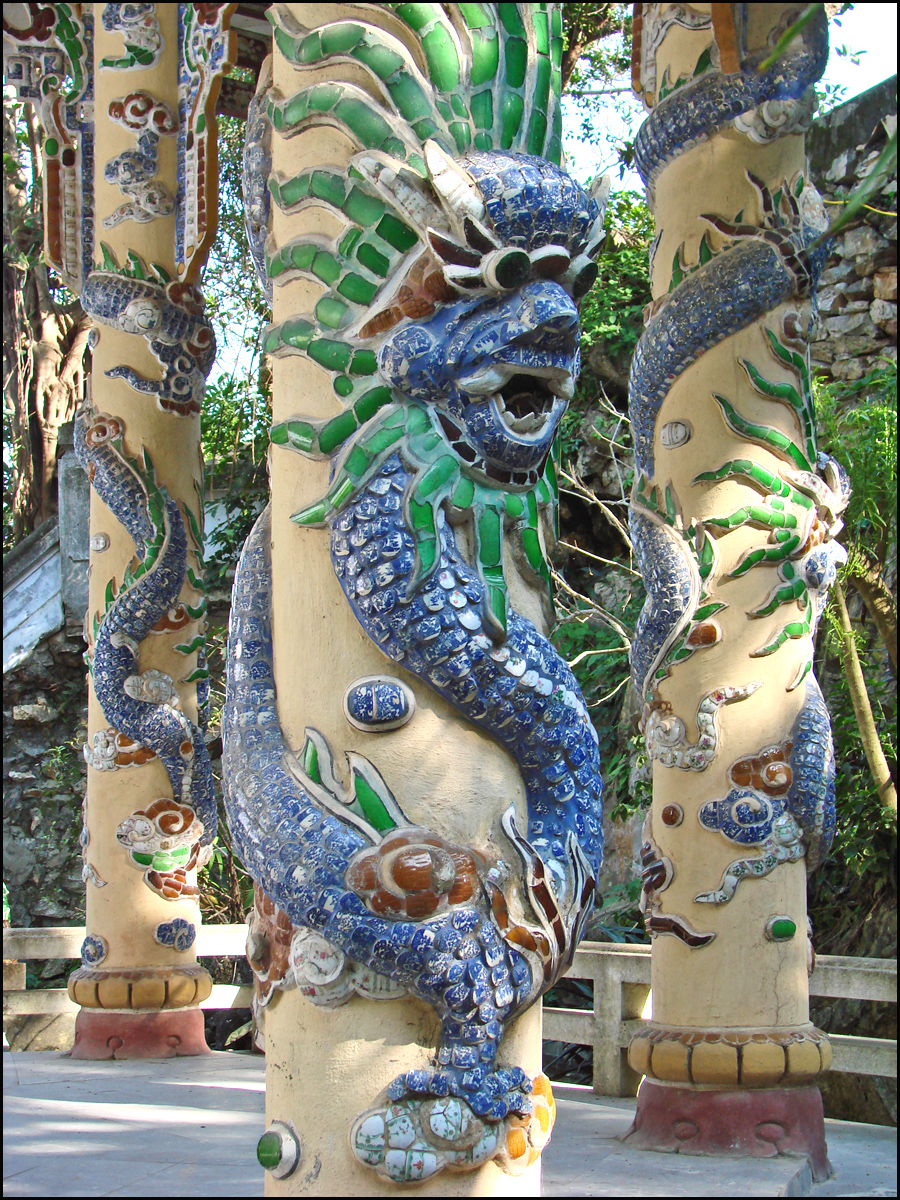
투이선의 석주를 장식하는 용문양
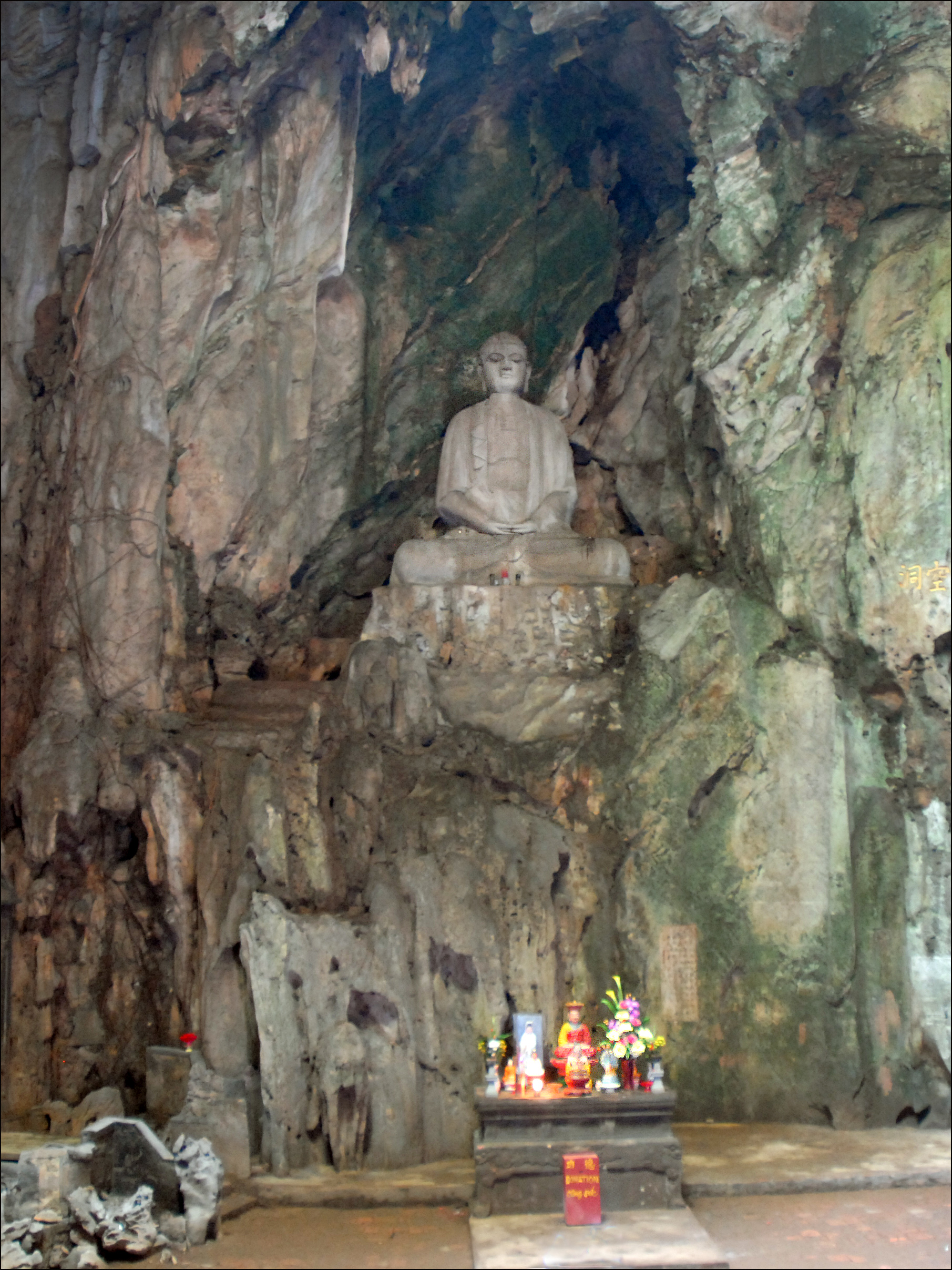
오행산에 조각된 부처상